# Виборчий округ 154
Виборчий округ 154 — виборчий округ в Рівненській області. В сучасному вигляді був утворений 28 квітня 2012 постановою ЦВК №82 (до цього моменту існувала інша система виборчих округів). Окружна виборча комісія цього округу розташовується в приміщенні Дубенської районної державної адміністрації за адресою м. Дубно, вул. Д. Галицького, 17.
До складу округу входять місто Дубно, а також Демидівський, Дубенський, Здолбунівський, Млинівський і Радивилівський райони. Виборчий округ 154 межує з округом 20 на заході і на північному заході, з округом 23 на півночі, з округом 153 на північному сході і на сході, з округом 164 на півдні та з округом 119 на південному заході. Виборчий округ №154 складається з виборчих дільниць під номерами 560157-560247, 560346-560400, 560518-560542, 560544-560568, 560609-560636, 560638-560654 та 560857-560876.

## Народні депутати від округу
| Ім'я                              | Фото | Партія               | Скликання | Дата набуття повноважень | Дата припинення повноважень |
| --------------------------------- | ---- | -------------------- | --------- | ------------------------ | --------------------------- |
| Королюк Валентин Анатолійович     |      | Батьківщина          | 7-ме      | 12 грудня 2012           | 27 листопада 2014           |
| Дехтярчук Олександр Володимирович |      | Блок Петра Порошенка | 8-ме      | 27 листопада 2014        | 29 серпня 2019              |
| Аліксійчук Олександр Васильович   |      | Слуга народу         | 9-те      | 29 серпня 2019           |                             |

## Результати виборів

### Парламентські

#### 2019
Кандидати-мажоритарники:
- Аліксійчук Олександр Васильович (Слуга народу)
- Дехтярчук Олександр Володимирович (самовисування)
- Луценко Ігор Вікторович (Батьківщина)
- Ткачук Володимир Петрович (Свобода)
- Сухляк Владислав Олегович (самовисування)
- Женевський Сергій Юрійович (Радикальна партія)
- Щупко Олег Володимирович (Сила і честь)
- Ковальчук Володимир Олександрович (самовисування)
- Бернацський Олег Васильович (Опозиційна платформа — За життя)
- Поровський Микола Іванович (Республіканська християнська партія)
- Іщук Олександр Сергійович (самовисування)
- Мартинюк Лідія Андріївна (Опозиційний блок)

#### 2014
Кандидати-мажоритарники:
- Дехтярчук Олександр Володимирович (Блок Петра Порошенка)
- Файфура Богдан Михайлович (Народний фронт)
- Дем'янюк Віталій Володимирович (Свобода)
- Королюк Валентин Анатолійович (Батьківщина)
- Ляшко Олег Васильович (самовисування)
- Омельчук Володимир Васильович (Громадянська позиція)
- Луцюк Петро Сергійович (самовисування)
- Корилкевич Михайло Данилович (самовисування)
- Стасюк Роман Павлович (Радикальна партія)
- Сіньковська Валентина Миколаївна (Правий сектор)
- Якушин Вячеслав Анатолійович (Заступ)
- Підкидач Ольга Володимирівна (самовисування)
- Ніколіна Світлана Володимирівна (Українська народна партія)
- Ясиновський Григорій Іванович (самовисування)
- Колодич Олег Данилович (Сильна Україна)
- Коваленко Віталій Васильович (Комуністична партія України)
- Гріннен Павло Євгенович (Воля)

#### 2012
Кандидати-мажоритарники:
- Королюк Валентин Анатолійович (Батьківщина)
- Корилкевич Данило Михайлович (самовисування)
- Костючко Сергій Степанович (самовисування)
- Тимощук Василь Олексійович (УДАР)
- Вознюк Олександр Михайлович (Комуністична партія України)
- Кравець Дмитро Володимирович (самовисування)
- Бернацький Павло Васильович (Народна партія)
- Семенюк Роман Володимирович (Україна — Вперед!)
- Кушнірук Борис Борисович (Українська народна партія)
- Пшеюк Ігор Леонідович (Соціалістична партія України)

## Явка
Явка виборців на окрузі: